# Прича из Бронкса
Прича из Бронкса (енгл. A Bronx Tale) је редитељски деби Роберта де Нира из 1993. који говори о младићу којег, одрастајући у бурним шездесетима, кроз живот прате две очинске фигуре које глуме Роберт де Ниро и Чез Палминтери. У малој улози појављује се и Џо Пеши. Сценарио је написао Палминтери, а делимично се односи на његово детињство.
Де Ниро након овог филма није режирао пуних тринаест година. 2006. је премијерно приказан његов други филм, Добри пастир.

## Радња
Филм почиње 1960. са сином Лоренца Анела (Роберт де Ниро), Калођером (Франсис Капра), који сведочи убиству које је починио локални мафијашки шеф, Сани (Чез Палминтери). Будући да га Калођеро није издао полицији, почиње се свиђати Санију. Калођеро почиње да се дружи са Санијем у његовом локалу, делимично због емоционално одбојног оца, возача аутобуса који покушава спојити крај с крајем. Осам година после, 1968, Калођеро је (којег сада глуми Лило Бранкато млађи) израстао у младића. Мораће да одлучи којим ће путем кренути, оним очевим или пак Санијевим. Почиње да се виђа с тамнопутом девојком Џејн (Тарал Хикс), што мора да скрива будући да се дружи с расистички настројеним пријатељима који нападају брата од Џејна и његове пријатеље, те касније смишљају план како ће напасти црначки ресторан.
Прича из Бронкса генерално је оцењен као други велики филмови из мафијашког жанра. Садржи неколико сцена насиља, укључујући оне у којима чланови мафије брутално претуку бајкерску банду и трагични напад Калођерових пријатеља на црначки ресторан.

## Продукција
Филм је сниман на три локације у Њујорку. Иако је радња у потпуности смештена у Бронкс, само се једна од ове три локације налазила у њему. Крај Фордхам, у којој је Калођеро одрастао, заправо је Асториа, Квинс; црначки део града за коју је речено у филму да се зове Вебстер авену је Sheepshead Bay, Бруклин; коначно, сцена смештена у део Бронкса зван Сити ајленд је снимана баш на тој локацији.

## Занимљивости
- Палминтери је адаптирао сценарио из своје истоимене монодраме, која се с успехом приказивала у Лос Анђелесу и на Оф-бродвеју. Де Ниро је видео монодраму и упитао Палминтерија за откуп права. Палминтери је пристао само уз услов да глуми Санија.
- Чез Палминтери темељио је лик Калођера на самом себи; његово право прво име је Калођеро.
- Брат Лила Бранката, Винченцо, појавио се у малој улози као један од дечака који трће за аутобус.

## Глумци
- Роберт де Ниро – Лоренцо Анело
- Чез Палминтери – Сани ЛоСпекјо
- Лило Бранкато млађи – Калођеро Анело
- Франсис Капра – Калођеро Анело (с 9 година)
- Тарал Хикс – Џејн Вилијамс
- Џо Пеши – Кармајн